# Giovani dos Santos
Giovani dos Santos Ramírez, född 11 maj 1989 i Monterrey, är en mexikansk fotbollsspelare.

## Uppväxt och tidiga meriter
Giovani dos Santos är son till den brasilianska fotbollsspelaren Gerardo dos Santos, mer känd under smeknamnet "Zizinho", som spelade för de mexikanska fotbollsklubbarna América och León under det sena 1980-talet. Giovani har två bröder, en äldre, Eder dos Santos, som spelade för Club América i den mexikanska förstadivisionen, och en yngre, Jonathan dos Santos, som är klubblös.
Dos Santos’ fotbollsintresse uppmuntrades aktivt av fadern, som under en period själv tränade sin son i den egna fotbollsskolan São Paulo in México.  Efter att år 2001 ha vunnit U12-kategorin i den prestigefulla amerikanska ungdomsturneringen Dallas Cup togs Giovani dos Santos upp i Monterreys ungdomssystem, där han stannade i ett år innan han som tolvåring lämnade den lokala klubben till förmån för spanska FC Barcelona.

## Klubbkarriär

### Barcelona
Efter många år i FC Barcelonas ungdomslag gjorde Giovani dos Santos sin seniordebut för klubben i en försäsongsmatch mot danska AGF. Den 29 augusti 2007 flyttades dos Santos officiellt upp till FC Barcelonas A-lag. Han gjorde sin debut i La Liga den 2 september 2007 i en hemmamatch mot Athletic Bilbao, vilken slutade 3–1 till Barcelona. 17 dagar senare spelade dos Santos i en Champions League-match mot franska storklubben Lyon, en match som även den resulterade i seger för Barcelona. 
Den 17 maj 2008 gjorde dos Santos ett hat trick på bortaplan mot Real Murcia, en match som slutade 3–5 vilket innebar seger för katalanerna. Detta markerade slutet på säsongen för Barcelona, och var också dos Santos’ sista match för klubben innan han flyttade vidare till engelska förstadivisionsklubben Tottenham.   

### Tottenham
Den 10 juni 2008 tecknade Giovani dos Santos kontrakt med Tottenham. Övergångssumman låg på £ 4.7 miljoner, vilket kan stiga till £8.6 miljoner beroende på matchframträdanden. Avtalet ger också Barcelona rätt till 20 % av försäljningssumman vid ett eventuellt klubbyte under dos Santos’ första två år i Tottenham, och en 10-procentig andel vid försäljning under följande år.

### Ipswich
Den 14 mars 2009 lånades Giovani ut till ipswich för att få mer speltid.
Efter att Redknapp tog över fick han bara spela 3 matcher.

### Galatasaray
Giovani Dos Santos lånades i januari 2010 ut till turkiska klubben Galatasaray SK fram till sommaren 2010.

### Racing Santander
I januari 2011 lånades Giovani Dos Santos ut från Tottenham för tredje gången på tre säsonger. Lånet till Racing sträckte sig fram till sommaren 2011.